# Lorentz Alfred Hedin
Lorentz Alfred Hedin, född 1 september 1832 i Stockholm, död där 23 augusti 1915, var en svensk ämbetsman och skribent. 
Han var sonson till Sven Anders Hedin, bror till Svante Hedin och farbror till Sven Hedin.

## Biografi
Hedin blev student vid Uppsala universitet 1851 och avlade kansliexamen vid Uppsala universitet 1854. Han blev sedan kanslist i civildepartementets byrå för kontroll av brännvinsförfattningarnas tillämpning. Från 1865 var han kanslist vid finansdepartementets expedition och 1878 kanslisekreterare i K Maj:ts kansli.
Hedin var aktiv i kretsen kring "Juvenalerna" i Uppsala, och anses vara författare till det första studentspexet i Uppsala, Rudolf eller Blodbadet på Sicilien, uppfört första gången på Stockholms nation 1853. Hedins memoarer i 7 band, som ännu inte publicerats,  förvaras i Etnografiska museet i Stockholm.